# 釋名
《释名》是东汉刘熙（或又作刘熹）撰写的一部训诂专著，以探求词源为主要目的，以声训为主要手段，是汉语中第一部解释事物命名缘由的专书:382。全书共8卷27篇。
明朝郎奎金在将《释名》和《尔雅》《小尔雅》《广雅》《埤雅》编在一起统名之《五雅》时，为名称的谐调一致而改称《释名》为《逸雅》:760-763。

## 作者及其时代
《释名》作者是刘熙还是更知名的刘珍(？~126)存在争议。最早提到《释名》的是3世纪晚期韋昭(204-273)的《三国志·吴书》。后来的《颜氏家训·音辞篇》《隋书·经籍志》等，都记载《释名》作者为刘熙:382。《后汉书》后第二次出现《释名》是5世纪中期南朝宋范晔《后汉书》·文苑列传第七十上》载：“刘珍字秋孙，一名宝……。又撰《释名》三十篇，以辩万物之称号云。”而不载刘熙事迹。官修史书简单地列举了《释名》的卷数和篇数，而没有提及其章数。明朝学者鄭明選质疑了章之间的差异，怀疑此书的真实性。清朝学者畢沅(1730–1797)曾于1789年作《釋名疏證》，相信《释名》的编篡由刘珍开始，刘熙接手并完成，还在前面加上了序。另一位明朝学者錢大昕(1728–1804)基于他学生对传记的研究，赞同刘熙是作者。基于内部证据，Bodman总结道“刘珍并非不可能确实编写了这样一部大作，刘熙可能在他的书中用到了部分材料，但这可能性非常小。”
《释名》成书的年代与其作者一般有争议。不过，刘熙很确凿地生活在东汉末年，在184年黄巾之亂到220年汉亡之间逃亡至交州。
现在一般认为今本《释名》二十七篇的作者是刘熙无疑，刘珍《释名》三十篇是现已佚失的另一部书。:8-11:150:382:79

## 体例
《释名》共8卷、27篇。目录如下：
- 第一卷：释天第一、释地第二、释山第三、释水第四、释丘第五、释道第六。
- 第二卷：释州国第七、释形体第八。
- 第三卷：释姿容第九、释长幼第十、释亲属第十一。
- 第四卷：释言语第十二、释饮食第十三、释彩帛第十四、释首饰第十五。
- 第五卷：释衣服第十六、释宫室第十七。
- 第六卷：释床帐第十八、释书契第十九、释典艺第二十。
- 第七卷：释用器第二十一、释乐器第二十二、释兵第二十三、释车第二十四、释船第二十五。
- 第八卷：释疾病第二十六、释丧制第二十七。

《释名》的撰写受到了《尔雅》启发与影响。虽然《释名》是理论证实型的纂集，而《尔雅》是集合贮存型的纂集:159，但在分类编排上，《释名》和《尔雅》相当相似，有明显的承继关系，而《释名》比《尔雅》更加细致。大致对应关系如下表:28-29：
| 《尔雅》篇目 | 《释名》篇目   |
| ------------ | -------------- |
| 释诂第一     | 释言语第十二   |
| 释言第二     | 释言语第十二   |
| 释训第三     | 释言语第十二   |
| 释亲第四     | 释亲属第十一   |
| 释宫第五     | 释宫室第十七   |
| 释宫第五     | 释道第六       |
| 释器第五     | 释用器第二十一 |
| 释器第五     | 释饮食第十三   |
| 释器第五     | 释采帛第十四   |
| 释器第五     | 释衣服第十六   |
| 释器第五     | 释床帐第十八   |
| 释器第五     | 释书契第十九   |
| 释器第五     | 释乐器第二十二 |
| 释器第五     | 释兵第二十三   |
| 释器第五     | 释车第二十四   |
| 释乐第七     | 释乐器第二十二 |
| 释天第八     | 释天第一       |
| 释天第八     | 释兵第二十三   |
| 释地第九     | 释地第二       |
| 释地第九     | 释州国第七     |
| 释丘第十     | 释丘第五       |
| 释山第十一   | 释山第三       |
| 释水第十二   | 释水第四       |
| 释草第十三   | 无             |
| 释木第十四   | 无             |
| 释虫第十五   | 无             |
| 释鱼第十六   | 无             |
| 释鸟第十七   | 无             |
| 释兽第十八   | 无             |
| 释畜第十九   | 无             |
| 无           | 释形体第八     |
| 无           | 释姿容第九     |
| 无           | 释长幼第十     |
| 无           | 释首饰第十五   |
| 无           | 释典艺第二十   |
| 无           | 释船第二十五   |
| 无           | 释疾病第二十六 |
| 无           | 释丧制第二十七 |
所释名物典礼共计一千五百二事情:17-18；又说共1379条，释词1710个:17-18。释词时，一般有被释词、释词、具体阐释三部分，如：“日，实也，光明盛实也。”就是说，“日”的得名来自于“实”，因为太阳是“光明盛实”的。有时还有解释词义的前释词，如：“山顶曰冢。冢，肿也，言肿起也。”就是说，“冢”的词义是“山顶”，“冢”的得名来自于“肿”，因为山顶像“肿起”。

## 理论和方法
中国古代很早就对名与实的问题做过探究。《荀子·正名》中说：“名无固宜，约之以命，约定俗成谓之宜，异于约则谓之不宜。”而《释名·叙》则提出：“夫名之于实，各有义类。”两种观点虽然看起来相互抵触，但都符合现代语言学理论。语言具有绝对任意性，语音和语义的结合是任意的，荀子“名无固宜”的观点与之类似；得名之始固然是任意的，但一个词引申继而分化、演变为几个词的过程中存在一定的理据性，多个词素构成词的过程也是有理据的，刘熙的观点与之类似。《释名》作为一本纂集类专书，很少有明确的理论观点，但其借助声训考察单纯词的源词和合成词的造词理据的大量实践，都体现了“名之于实，各有义类”的观点。
《释名》所依靠的主要方法是声训，即用音同音近的词来解释被训释词语。声训约占全书训释的四分之三:34。声训的方法古已有之，如《论语》中的“政者正也”、“仁者人也”，到汉代大为兴盛，其中大多数都是对名号、典章、天干、地支等有神秘色彩的事物作出解释，内容也多是宣扬儒家思想:155 ，属于义理声训而非语言声训:161。而《释名》则从语言学、语源学角度出发来使用声训，并扩展到百姓日常的领域中，不只限于名物制度等。

## 局限
《释名·叙》中说：“至于事类，未能究备，凡所不载，亦欲智者以类求之。”而事实上词源往往不是那么简单就能求得的，直到今天，要准确推寻出汉语中每个词的语源也是非常困难的。《释名》企图对每一个词的语源都做出解释，就难免穿凿附会。王力批评其为“唯心主义”:42。王宁则认为其“明显错误近十之五、六”:140。
有学者对《释名》做了逐条分析检验，可以认可的同源词有455条，占全书1298条声训的35.1%；这三成多之中，又只有五分之一是真正的推源，而剩下的都是系源:231。“推源”指释词是被释词的根词或源词，如：“冬，终也，物终成也。”今人的研究认为“冬”确实是从“终”派生:151。“系源”指将同源词类聚在一起，如：“销，削也，能有所穿削也。”今人的研究认为，“销”和“削”是同源词，但两者的关系不是《释名》说的“销”从“削”派生；“销”、“削”和“消”、“霄”、“艄”等同源，都有“渐小”或“使小”的义素，都派生自同一个源词:149。
《释名》声训的随意性还表现在对联绵词的误训和“一词二源”上:263。《释名》对大部分连绵词都拆分解释，而不将其视作一个语素。《释名》还对一些词的来源作出多种解释，而“一词二源”的现象是不符合语言发展和语词孳生的基本原理:272。

## 影响
《释名》的语源学理论和实践，影响了中国后世的语言学研究，尤其是“右文说”和段玉裁、王念孙等人的“因声求义”学说。

## 其他价值
王力批评《释名》声训的随意性的同时，也总结了《释名》在训诂和语源探究方面之外的意义：《释名》中的大量训诂材料可以和《尔雅》《说文解字》互相参照；去古未远，从许多内容中可以推求古人制度、风俗；反映了一些词的较古的意义或新兴的意义；以声训为主，中间双声、叠韵字尤多，可以据以考见古音:43:382。
在上述文化史、词汇学、音韵学的意义之外，《释名》本身就包含大量可研究的语料。

## 延伸阅读
[在维基数据编辑]
 在维基文库阅读本作品原文（ 在维基共享资源阅览影像）
 《釋名 (四庫全書本)》
 《釋名 (四部叢刊本)》